# DC EP
Albums de John Frusciante
The Will to Death
(22 juin 2004) Inside of Emptiness
(26 octobre 2004)
DC EP est un album de John Frusciante, sortit le 14 septembre 2004 sous le label Record Collection. Produit par Ian MacKaye du groupe Fugazi, il fait partie d'une série de six albums sortis par l'artiste entre juin 2004 et février 2005. 

## Contexte et enregistrement
Le titre DC EP fait référence à Washington DC où a été enregistré l'album. 
D'après l'artiste : "ces chansons ont été écrites durant la tournée de By the Way. J'écoutais beaucoup le Velvet Underground. Ce ne sont seulement que quatre chansons, de quinze minutes au total. J'ai l'habitude de produire mes albums moi-même et que j'ai laissé celui-ci entre les mains d'Ian MacKaye, en utilisant un équipement qui n'était pas le mien, jouant sur des instruments qui n'étaient pas les miens, tout était différent". 
Les pistes guitares ont été enregistrées sur des amplificateurs Marshall JCM 800, de Guy Picciotto, les mêmes présents sur la pochette de l'album Red Medicine de Fugazi. Pour le solo de guitare sur "Dissolve", utilise une Les Paul Junior de Guy Picciotto.
Lors de la sortie vinyle, des phrases "And then the past" figurent sur la face A et "I never see you" sur la face B, faisant référence à l'album suivant Curtains. C'est un procédé déjà utilisé sur l'album Shadows Collide with People. Le label Record Collection réédite l'édition vinyle le 11 décembre 2012 en format 180 grammes, accompagné de liens de téléchargements de l'album aux formats MP3 et WAV.  

## Track listing
Toutes les chansons sont écrites et composées par John Frusciante.
| 1.    | Dissolve  | 4:27 |
| 2.    | Goals     | 3:21 |
| 3.    | A Corner  | 3:35 |
| 4.    | Repeating | 3:24 |
| 14:49 |           |      |

## Personnel

### Musiciens
- John Frusciante – chant, guitare, basse, design
- Jerry Busher – batterie

### Production
- Ian MacKaye – production
- Don Zientara – enregistrement
- Bernie Grundman – mastering
- Lola Montes – photographie
- Mike Piscitelli – design